# تريفور باور
تريفور باور (بالإنجليزية: Trevor Bauer) (و. 1991  م) هو لاعب كرة قاعدة، من الولايات المتحدة، ولد في لوس أنجلس، يلعب كمرسل مطلق ‏.

## التعليم
تعلم في جامعة كاليفورنيا، لوس أنجلوس.

## روابط خارجية
- تريفور باور على موقع دوري كرة القاعدة الرئيسي (الإنجليزية)
- تريفور باور على موقع الدوري الياباني لكرة القاعدة (الإنجليزية)
- تريفور باور على موقعبيزبول رفرنس.كوم (الدوري الرئيسي) (الإنجليزية)
- تريفور باور على موقعبيزبول رفرنس.كوم (الدوري الثانوي) (الإنجليزية)
- تريفور باور على موقع إي إس بي إن.كوم (أم.أل.بي) (الإنجليزية)
- تريفور باور على موقع مشجعي الرسوم البيانية (الإنجليزية)